# Bahnstation Bronnbach
Bahnstation Bronnbach ist ein Wohnplatz am namengebenden Haltepunkt Kloster Bronnbach, früher Bahnhof Bronnbach (Tauber), der Bahnstrecke Lauda–Wertheim auf der Gemarkung der Wertheimer Ortschaft Reicholzheim im Main-Tauber-Kreis in Baden-Württemberg.

## Geographie
Die Bahnstation Bronnbach befindet sich etwa 250 Meter nordwestlich des Wertheimer Weilers Bronnbach im Taubertal. Der Wohnplatz wird durch die Tauber vom restlichen Ort getrennt.

## Geschichte
Der Wohnplatz kam als Teil der ehemals selbständigen Gemeinde Reicholzheim am 1. Januar 1975 zur Stadt Wertheim.

## Kulturdenkmale
Das Empfangsgebäude des ehemaligen Bahnhofs steht unter Denkmalschutz. In der Nähe des Wohnplatzes befinden sich weitere Kulturdenkmale, darunter das Kloster Bronnbach mit der Klosterkirche Mariä Himmelfahrt und zahlreichen Kleindenkmalen. Das Empfangsgebäude ist zusammen mit allen anderen Bronnbacher Kulturdenkmalen als Sachgesamtheit im Denkmalbuch des Landes Baden-Württemberg verzeichnet.

## Verkehr
Der Wohnplatz ist über eine von der L 509 abzweigende Straße zu erreichen. Vom Weiler Bronnbach gelangt man über eine Tauberbrücke zum Wohnplatz. Der Taubertalradweg führt am Wohnplatz vorbei.